# Hove (prowincja Antwerpia)
Hove – miejscowość i gmina (gemeente) w Belgii, w Regionie Flamandzkim, w prowincji Antwerpia, w okręgu Antwerpia. 1 stycznia 2024 roku liczyła 8406 mieszkańców.

## Demografia
Liczba mieszkańców, stan na 1 stycznia:
| Rok                | 1900  | 1930  | 1970  | 1990  | 2020  | 2024  |
| ------------------ | ----- | ----- | ----- | ----- | ----- | ----- |
| Liczba mieszkańców | 1.263 | 2.898 | 6.531 | 7.962 | 8.277 | 8.406 |

## Transport
Znajduje się tutaj stacja kolejowa Hove.